# Tuez Charley Varrick !
Pour plus de détails, voir Fiche technique et Distribution.
Tuez Charley Varrick ! (Charley Varrick) est un film policier américain réalisé par Don Siegel et sorti en 1973.

## Synopsis
Avec l'aide de sa femme et de deux acolytes, Charley Varrick (Walter Matthau) cambriole une banque du Nouveau-Mexique. Le braquage tourne mal : sa femme et un de ses complices sont tués. En outre, à la place de la modeste somme désirée, il s'approprie un important magot. Il comprend que l'argent dérobé appartient à la mafia, qui fera tout pour retrouver les voleurs. Mais son dernier complice, un jeune alcoolique, n'entend pas faire profil bas le temps nécessaire. Charley Varrick doit donc à la fois échapper à la police, à la mafia et régler ce problème.

## Fiche technique
- Titre : Tuez Charley Varrick !
- Titre original : Charley Varrick
- Réalisation : Don Siegel
- Scénario : Howard Rodman et Dean Riesner d'après le roman de John Reese
- Musique : Lalo Schifrin
- Photographie : Michael C. Butler
- Costumes : Helen Colvig
- Montage : Frank Morriss
- Pays d'origine : États-Unis
- Format : Couleurs - 1,37:1 - Mono
- Genre : Thriller, drame
- Durée : 111 minutes
- Date de sortie : 1973
- Affiche : Enzo Nistri (Italie)

## Distribution
- Walter Matthau  (VF : André Valmy)  : Charley Varrick
- Joe Don Baker  (VF : Jacques Deschamps)  : Molly
- Felicia Farr : Sybil Fort
- Andrew Robinson  (VF : Daniel Gall)  : Harman Sullivan
- John Vernon  (VF : Jean-Claude Michel)  : Maynard Boyle
- Sheree North  (VF : Perrette Pradier)  : Jewell Everett
- Norman Fell : M. Garfinkle
- Jacqueline Scott : Nadine
- Benson Fong : Honest John
- Woodrow Parfrey  (VF : Albert Augier)  : Harold Young
- William Schallert : Shérif Bill Horton
- Marjorie Bennett : Mme Taft
- Hope Summers : Mess Vesta
- Tom Tully : Tom
- Craig R. Baxley : Van Sickle
- Don Siegel : Murphy
- Charles Matthau : Un garçon
- Jim Nolan : Un vendeur
- Kathleen O'Malley : Jessie
- Monica Lewis : Beverly

## Analyse
- Un des personnages du film (la faussaire) fait une allusion à Clint Eastwood, acteur fétiche des films de Siegel.
- D'autres clins d'œil humoristiques parsèment le film, comme la présence du réalisateur, Don Siegel lui-même, dans la scène du tripot chinois, où il joue au ping-pong, avec un chapeau sur la tête ; ou encore le tapis dollar dans le bordel.
- Le film contient également une allusion à La Mort aux trousses d'Alfred Hitchcock (North By Northwest), lorsque Charley Varrick, lorsqu'il est au lit avec Sybil Fort, évoque « South by Southwest », juste avant la scène finale où il est aux commandes d'un avion pulvérisateur.